# Feijão Maravilha
Feijão Maravilha é uma telenovela brasileira produzida e exibida pela TV Globo de 19 de março a 4 de agosto de 1979, em 123 capítulos. Substituiu Pecado Rasgado e foi substituída por Marron Glacê, sendo a 23ª "novela das sete" exibida pela emissora.
Escrita por Bráulio Pedroso, com a colaboração de Eloy Araújo, teve direção de Paulo Ubiratan.
Contou com as atuações de Lucélia Santos, Stepan Nercessian, Maria Cláudia, Grande Otelo, Olney Cazarré, José Lewgoy, Clarice Piovesan e Ivon Curi.

## Enredo
Fazendo referências às chanchadas e criticando a alta sociedade, a trama tem como principal cenário o Hotel Internacional, no Rio de Janeiro onde trabalha a recepcionista Eliana. Romântica, sonhadora e amiga de todos, é perdidamente apaixonada por Anselmo, o jovem empresário do grupo musical Estrela do Mar, que não percebe o seu amor. Anselmo, por sua vez, é um sujeito atrapalhado que está sempre às voltas com contratos e ideias mirabolantes que não se concretizam. Juntos, Eliana e Anselmo, a fim de solucionarem os misteriosos crimes no hotel, se envolvem em inúmeras confusões com os carregadores de malas Benevides e Oscar, a camareira Zuzu e Jorginho, um dos integrantes do Estrela do Mar.
Benevides, um flamenguista doente e torcedor fanático, não mede as consequências quando quer comemorar a vitória do clube. Vive cortejando Zuzu, que não dá importância para as suas cantadas tendo-o apenas como um amigo. Oscar, por sua vez, sonha em ser artista e poder trabalhar como cantor, ator e bailarino. Já Jorginho vive longe da família. Seu pai, Prudêncio, acredita que ele é um músico clássico da Orquestra Sinfônica e, para piorar, viaja inesperadamente para o Rio a fim de insistir que o filho estude a música clássica a fundo. Neste núcleo há ainda Ivan, subgerente do hotel que fora promovido a gerente com a morte misteriosa do que ocupava o cargo. Muito educado, mas frágil e inseguro, não sabe o que fazer na gerência, sendo facilmente dominado pelos hóspedes. Além de Jorginho, o conjunto musical conta com Adelaide, a baterista extrovertida e simpática que namora Miró, o vocalista, jovem irresponsável e um pouco imaturo. Além deles, faz parte do grupo Severino, que usa o nome artístico de Odara. Ele é um rapaz de família rica que saiu de casa para conquistar independência. Típico playboy carioca, fala de um jeito engraçado, cheio de gírias de praia, o que irrita os outros integrantes do grupo.
Um dos hóspedes do hotel é o mafioso Ambrósio, estranho empresário, que está à procura de um teatro para apresentar o show da atriz Marilyn Meyer, que sonha em trabalhar em Hollywood. Comanda uma quadrilha de contrabandistas desastrados formada pelo experiente bandido Neném Minhoca, o atirador Scarface, o encrenqueiro Formoso e o sentimental e exímio lançador de facas Coruja. Todos temem o misterioso Sombra, responsável pelos crimes que movimentam a trama e para quem Ambrósio trabalha sigilosamente. Alguns hóspedes do hotel são: madame Fifi de Queiroz e Queiroz, que mora no hotel para escrever suas memórias em sossego; o empresário artístico norte-americano Mr. Ziegfield, que busca uma revelação musical brasileira para lançar no seu país; o príncipe árabe Rashid, que veio ao Brasil contratar o futebolista Zico; o professor Giacometti, violoncelista de renome mundial que se hospeda no hotel à espera de uma confirmação para se apresentar em Nova York com sua filha Carolina, que toca fagote e namora Jorginho; Antonieta, viúva que aproveita a herança deixada pelo marido para hospedar-se no local e tentar conseguir um bom casamento para suas filhas, Denise e Rosane. Denise se apaixona por Oscar, já Rosane se encanta por Ivan.
Em outro núcleo, há a determinada Abigail Andrade, conhecida como Bibinha, uma rica e jovem escritora que chega de Londres e acaba reencontrando seu antigo namorado Anselmo, por quem ainda é apaixonada. Além disso, por conta de um incidente com o vestido de sua mãe, faz amizade com os funcionários do hotel. Bibinha vive numa bela mansão na zona sul carioca com os pais, Maggie e Andrade. Maggie é uma mulher deslumbrada, que está sempre preocupada com roupas, festas e badalações e não admite a amizade da sua filha com pessoas de nível social inferior; já Andrade é um industrial íntegro, cordial e ponderado, que acompanha a esposa a todos os eventos sociais e está mais preocupado com a felicidade da filha. Há ainda Neuza, a divertida empregada da mansão, que vive imitando os trejeitos da patroa Maggie.
Outro núcleo importante na trama é o de Soraya, a mãe batalhadora de Eliana, que trabalha como costureira. Vive na companhia da amiga e vizinha Leonor, viúva tresloucada, que não se conforma com a escolha musical de sua filha, Adelaide, e quer provar a todo custo que seu instrumento preferido, o acordeon, ainda está na moda. Ambas compartilham um segredo: a identidade do pai de Eliana, antigo amor de Soraya. Em dado momento da trama, ela o reencontra: Trindade, bandido da quadrilha do Sombra. No último capítulo, após ser baleado por Scarface, reencontra a mãe, D. Fifi, a esposa e a filha, se arrepende e morre.
No fim da trama, Eliana e Anselmo ficam juntos, assim como Fifi e Prudêncio. Mr. Ziegfield, impressionado com o repertório da banda Estrela do Mar, oferece oportunidade aos integrantes tocarem nos Estados Unidos, que aceitam. Bibinha os acompanha. O príncipe Rachid e Carolina revelam-se agentes da Interpol. Neném Minhoca, Formoso e Coruja são presos, Scarface é internado em um manicômio. A identidade do misterioso Sombra é revelada somente no último capítulo da novela: na verdade, o bandido se chama Ambrásio, o irmão gêmeo do mafioso Ambrósio. A dupla foi cúmplice de todos os crimes no hotel. Sempre que Ambrásio cometia um assassinato, Ambrósio aparecia no mesmo tempo em outro lugar, arrumando o álibi perfeito. No final, o Sombra é preso pela polícia e Ambrósio consegue fugir para Roma, onde vai se reencontrar com Marilyn, que virou artista de cinema.

## Elenco
| Interprete           | Personagem                       |
| -------------------- | -------------------------------- |
| Lucélia Santos       | Eliana                           |
| Stepan Nercessian    | Anselmo                          |
| Maria Cláudia        | Abigail Andrade (Bibinha)        |
| Grande Othelo        | Benevides                        |
| Olney Cazarré        | Oscar                            |
| José Lewgoy          | Ambrósio / Ambrásio (Sombra)     |
| Clarice Piovesan     | Marilyn Meyer                    |
| Ivon Curi            | Príncipe Rashid                  |
| Mara Rúbia           | Madame Fifi de Queiroz e Queiroz |
| Marco Nanini         | Jorge (Jorginho)                 |
| Marcelo Picchi       | Ramiro (Miró)                    |
| Elizângela           | Adelaide                         |
| Cláudio Savietto     | Severino (Odara)                 |
| Eliana Macedo        | Soraya                           |
| Adelaide Chiozzo     | Leonor                           |
| Older Cazarré        | Nené Minhoca                     |
| Walter D'Ávila       | Scarface                         |
| Ivan Setta           | Coruja                           |
| Felipe Carone        | Formoso                          |
| Mário Cardoso        | Ivan                             |
| Mauro Mendonça       | Mr. Ziegfield                    |
| Heloísa Millet       | Carolina                         |
| Ênio Santos          | Professor Giacometti             |
| Brandão Filho        | Prudêncio, pai de Jorginho       |
| Gracinda Freire      | Antonieta                        |
| Maria Cristina Nunes | Rosane                           |
| Dulce Conforto       | Denise                           |
| Roberto Faissal      | Augusto Andrade                  |
| Heloísa Helena       | Margarida Andrade (Maggie)       |
| Joséphine Hélene     | Zuzu                             |
| Tomil Gonçalves      | Milton                           |

### Participações especiais
| Interprete              | Personagem                                       |
| ----------------------- | ------------------------------------------------ |
| Adelzon Alves           | Locutor de telejornal                            |
| Anselmo Duarte          | Trindade                                         |
| Arthur Costa Filho      | Diretor de um clube enganado por Anselmo         |
| Chico Anysio            | Salomé de Passo Fundo                            |
| Cílio Blank             | Detetive do Hotel                                |
| Cláudio Corrêa e Castro | Bernard, amigo mafioso de Ambrósio               |
| Dalmo Ferreira          | Negão                                            |
| Dennis Carvalho         | Gerente de hotel em Ipanema                      |
| Édson Guimarães         | Agente do Príncipe Rachid                        |
| Elke Maravilha          | Ela mesma                                        |
| Érico Vidal             | La Porte, amigo mafioso de Ambrósio              |
| Ferreira Leite          | Macedo                                           |
| Francisco Cuoco         | Dono de um galinheiro                            |
| Francisco Dantas        | Caixa da boate                                   |
| Germano Filho           | Sombra (voz)                                     |
| Ilva Niño               | Dona Filomena                                    |
| Jorge Botelho           | Assaltante                                       |
| Juan Daniel             | Presidente Gutierrez                             |
| Julia Miranda           | Charutão                                         |
| Luís Carlos Maciel      | Pretendente de Bibinha                           |
| Luiz Motta              | Delegado                                         |
| Marcus Lázaro           | Empresário                                       |
| Marcus Vinícius         | Bandido                                          |
| Maria Inês Sayão        | Neuza, empregada de Andrade                      |
| Milton Moraes           | Vendedor de cachorro-quente                      |
| Nair Bello              | Firmina Aragão                                   |
| Nélson Caruso           | Médico do hospício                               |
| Nick Nicola             | Mafioso                                          |
| Orion Ximenes           | Detetive do Hotel                                |
| Roberto Vallin          | Horácio, gerente do Hotel assassinado por Sombra |
| Sócrates                | Ele mesmo                                        |
| Stênio Garcia           | Hóspede mal-encarado do Hotel                    |
| Zico                    | Ele mesmo                                        |

## Produção
A novela teve como título provisório É uma Barra! e correu no melhor estilo comédia despretensiosa. A boa receptividade de Feijão Maravilha fez com que se apostasse mais nas comédias rasgadas para o horário das sete, no qual até então predominavam as comédias românticas. À respeito disso, conta o autor Bráulio Pedroso: "Uma experiência no sentido de abrir caminho para a chamada 'novela-pastelão', às sete da noite, horário então preferido das donas de casa (...) Embora tivesse tramas amorosas, isso não era o que definia Feijão Maravilha, de enredo, no fundo, policial, só que tratado de uma forma absolutamente brasileira. Uma comédia, uma brincadeira, mas propiciando um distanciamento crítico. (...) acho que se tratava até de uma antinovela.".
Bráulio Pedroso homenageava as chanchadas do cinema nacional da década de 50, reunindo atores que fizeram sucesso na época da Atlântida: José Lewgoy, Eliana Macedo, Anselmo Duarte, Adelaide Chiozzo, Mara Rúbia, Ivon Cury, Roberto Faissal, Walter D'Ávila e Grande Otelo (que fez dupla com o ator Olney Cazarré, para suprir a ausência de seu eterno parceiro Oscarito). O autor também colocou na história críticas à alta sociedade, uma das características mais marcantes do seu texto.
Eliana Macedo e Anselmo Duarte fizeram par romântico em vários filmes da Atlântida, e cenas destes filmes eram levadas ao ar no decorrer da novela em flashbacks, como se fossem de seus personagens. Enquanto o ator José Lewgoy voltou a fazer o papel de um vilão, como na época dos filmes de que participou na Atlântida. Foi Feijão Maravilha que marcou a estreia na direção de novelas da TV Globo de Paulo Ubiratan, o mesmo que, dez anos antes, datilografara o texto de Beto Rockfeller, escrita por Bráulio. A partir da década de 1980, Paulo Ubiratan se tornaria um dos principais diretores da teledramaturgia da emissora carioca.
A trama contou com várias participações especiais como os atores Francisco Cuoco, Cláudio Corrêa e Castro, Dennis Carvalho e Chico Anysio; os jogadores Zico e Sócrates e o radialista Adelzon Alves.
Na abertura de Feijão Maravilha foi utilizada uma técnica de sobreposição de imagens de maquetes e chroma key. No cenário foram reproduzidos alimentos e utensílios de cozinha. Um grupo formado por um chef de cozinha e por belas cozinheiras dançava e interagia com grãos de feijão, alho, caixas de fósforo e panelas, dentre outros objetos ao som da canção O Preto que Satisfaz, composição de Gonzaguinha, sucesso com o conjunto As Frenéticas. A abertura foi produzida por Paulo Netto e Aloysio Legey.

## Exibição
Foi reexibida pelo Vale a Pena Ver de Novo de 6 de janeiro a 4 de abril de 1986, substituindo Jogo da Vida e sendo substituída por Paraíso, em 65 capítulos.

## Trilha sonora

### Nacional
Fontes:
Capa: logotipo da novela
| N.º | Título                   | Música              | Personagem                       | Duração |  |
| 1.  | "Meus Momentos"          | Marizinha           | Eliana                           |         |  |
| 2.  | "Nada Importa"           | Robson Jorge        | Jorginho                         |         |  |
| 3.  | "Samba Rubro-Negro"      | João Nogueira       | Príncipe Rashid                  |         |  |
| 4.  | "Seu Melhor Amigo"       | Guilherme Lamounier | Adelaide e Miró                  |         |  |
| 5.  | "O Preto Que Satisfaz"   | As Frenéticas       | Abertura                         |         |  |
| 6.  | "Tic-Tac do Meu Coração" | Ney Matogrosso      | Madame Fifi de Queiroz e Queiroz |         |  |
| 7.  | "A Voz do Morro"         | Luiz Melodia        | Benevides e Oscar                |         |  |
| 8.  | "Belo Sentimento"        | Sônia Burnier       | Anselmo e Bibinha                |         |  |
| 9.  | "Jogo Sujo"              | Peninha             | Bibinha                          |         |  |
| 10. | "Sapateado"              | Ronaldo Resedá      | Geral                            |         |  |
| 11. | "Smile (Instrumental)"   | Lincoln Olivetti    | Eliana e Anselmo                 |         |  |

### Internacional
Fontes:
Capa: feijão enorme no prato
| N.º | Título                               | Música              | Personagem                     | Duração |  |
| 1.  | "In The Navy"                        | Village People      | Professor Giacometti e Firmina |         |  |
| 2.  | "(Our Love) Don't Throw It All Away" | Andy Gibb           | Bibinha                        |         |  |
| 3.  | "My Life"                            | Billy Joel          | Soraya                         |         |  |
| 4.  | "Lies"                               | Chrystian           | Jorginho e Carolina            |         |  |
| 5.  | "What a Fool Believes"               | The Doobie Brothers | Coruja e Carolina              |         |  |
| 6.  | "Bridge Over Troubled Water"         | Mary McCann         | Geral                          |         |  |
| 7.  | "Cuba"                               | Gibson Brothers     | Odara                          |         |  |
| 8.  | "I Want Your Love"                   | Chic                | Adelaide                       |         |  |
| 9.  | "Smile"                              | Harpo               | Eliana e Anselmo               |         |  |
| 10. | "I (Who Have Nothing)"               | Sylvester James     | Marilyn                        |         |  |
| 11. | "Girl, I've Got News For You"        | Casanova            | Eliana                         |         |  |
| 12. | "Once Upon a Man"                    | Morris Albert       | Adelaide e Miró                |         |  |
| 13. | "I Got My Mind Made Up"              | Instant Funk        | Locação: Rio de Janeiro        |         |  |
| 14. | "One More Minute"                    | Saint Tropez        | Soraya e Trindade              |         |  |